# Tawi-Tawi
Koordinaten: 5° 1′ N, 119° 53′ O

Karte der Philippinen mit der Lage der Provinz Tawi-Tawi

Tawi-Tawi ist eine Provinz der Philippinen, die politisch der Autonomen Region Bangsamoro (BARMM) angehört.
Es ist die südlichste Provinz im Land. Die Hauptstadt von Tawi-Tawi ist Panglima Sugala, Verwaltungssitz ist das benachbarte Bongao.

## Demographie und Sprache
Die meisten Menschen in Tawi-Tawi gehören entweder zu den Sama-Sprechern, von denen die Bajau (auch Sama Dilaut, „Sama des Meeres“) eine Untergruppe bilden, oder zu den Tausūg. 
Die vorherrschende Sprache ist das örtliche Bahasa Sinama, das weiträumig verwendet wird, mit Akzenten und Verschiebungen. Diese Varietät führte zur Entwicklung eines eigenen Sinama-Dialektes. Die wichtigsten Dialekte sind Sinama Sibutu (hauptsächlich in der Region Sibutu-Sitangkai), Sinama Simunul (vornehmlich auf den Simunul-Manuk-Mangkaw-Inseln), Sinama Kapoan (gesprochen auf den südlichen Ubian-Tanduba-Inseln und in der Region von Sapa-Sapa) sowie Sinama Banguingui (konzentriert auf der Insel Buan und von den Banguingui-Leuten).
Die Sprache Tausūg wird ebenso verwendet, zudem auch Englisch und das Filipino (Tagalog). Viele Ortsansässige beherrschen darüber hinaus Malaiisch und das eng verwandte Indonesisch.

## Geographie

### Lage

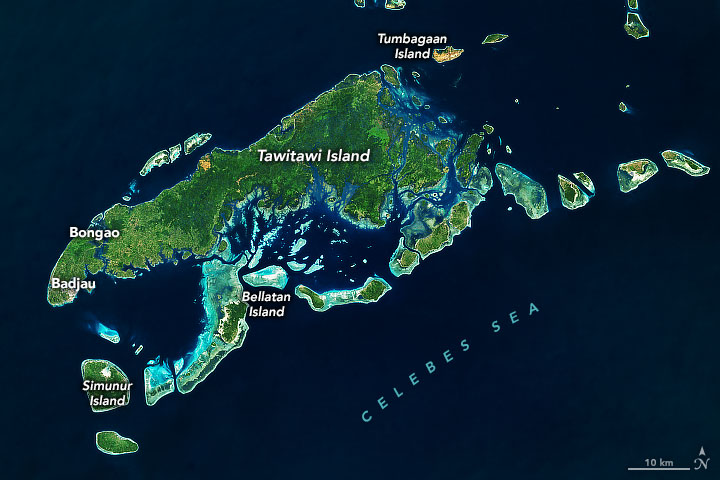
Satellitenbild der Hauptinsel und umliegender Inseln

Tawi-Tawi Island ist die Hauptinsel der Provinz, die in der südwestlichen Ecke des Inselstaates der Philippinen liegt. Sie ist auch die südlichste auf dem Sulu-Archipel, nordöstlich befindet sich die Provinz Sulu. Im Westen erstreckt sich der malaysische Bundesstaat Sabah auf der Insel Borneo. 
Zu Tawi-Tawi gehören auch einige nordwestlicher in der Sulusee gelegene Inseln, Cagayan de Tawi-Tawi ist etwa 295 km und die Turtle Islands sind rund 270 km von der Hauptinsel entfernt. Ungewöhnlich in ihrer Form, mit Flecken weißer Sandstrände und felsiger Buchten, fasst die Provinz 107 Inseln mit einer Fläche von rund 1250 km² zusammen.

### Klima
Die Provinz hat zwei Jahreszeiten, die Trockenzeit und die Regenzeit. Das Klima ist generell gemäßigt. Die feuchteste Phase herrscht zwischen August und November vor. Die anderen Monate sind zumeist trocken mit gelegentlichen Regenschauern.

### Verwaltung

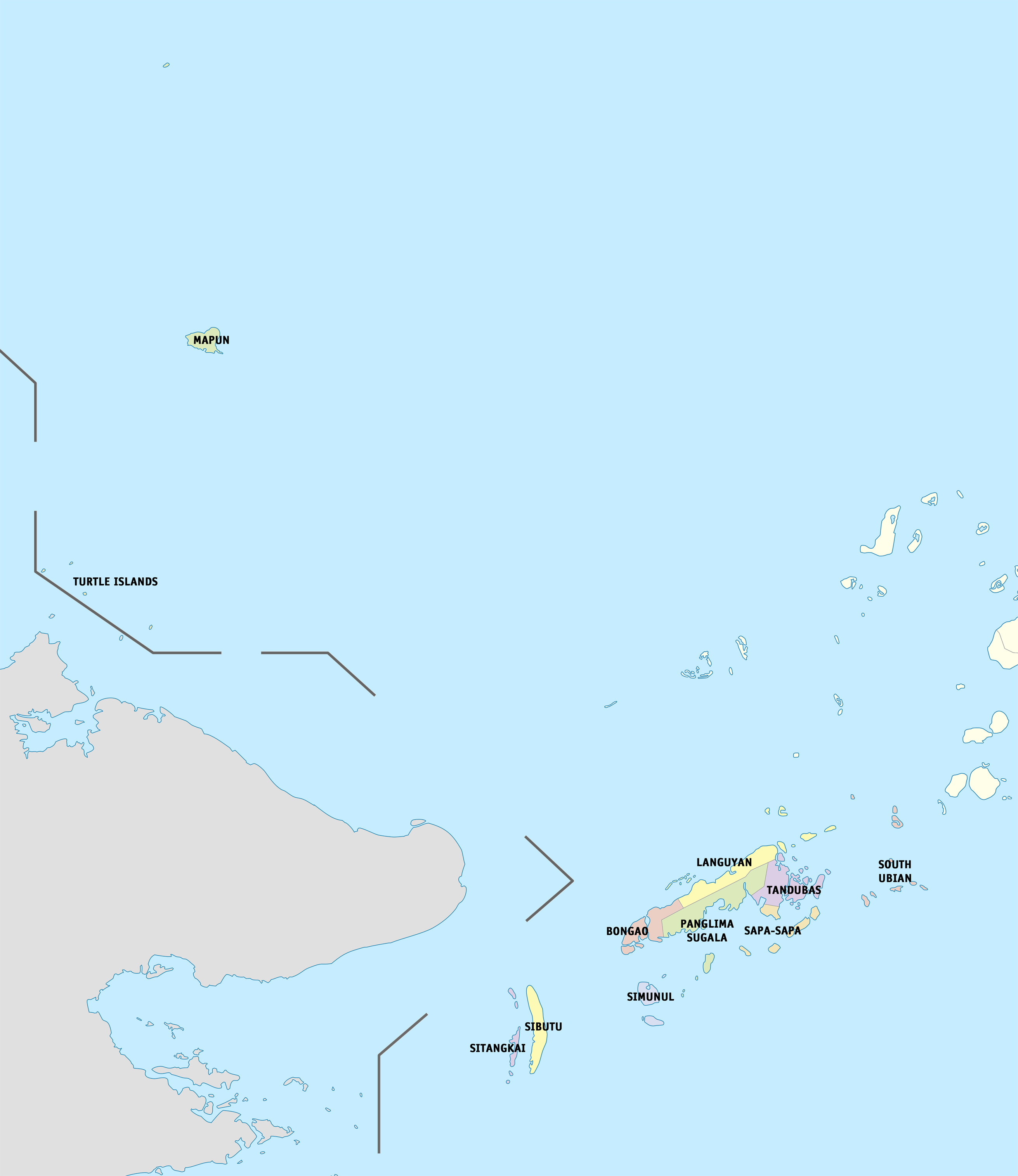
Gemeindegliederung der Provinz Tawi-Tawi

Tawi-Tawi ist unterteilt in elf Gemeinden (municipalities).
1. Bongao ist ein Mikrokosmos der religiösen und kulturellen Diversität.
2. Languyan
3. Mapun (Cagayan De Tawi-Tawi)
4. Panglima Sugala (Balimbing)
5. Sapa-Sapa
6. Simunul – Ort der ältesten Moschee auf den Philippinen und Heimat des geachteten Scheichs Makdum, eines der frühen Pioniere in der Verbreitung des Islam.
7. Sitangkai – „Venedig des Südens“
8. South Ubian
9. Tandubas
10. Turtle Islands
11. Sibutu

Die Gemeinden sind ferner unterteilt in 203 Barangays.
Die elfte Gemeinde Sibutu wurde am 21. Oktober 2006 aus den 16 Barangays der Gemeinde Sitangkai errichtet, die auf der Insel Sibutu liegen.

## Wirtschaft
Fischerei, Ackerbau und die Ernte von Agar-Agar sind die vorherrschenden Wirtschaftszweige für den Lebensunterhalt. Kopra ist das wichtigste Produkt des Agrarsektors, gefolgt von Wurzelpflanzen, Früchten und Gemüse. 
Viele Menschen arbeiten als Händler. Aufgrund der geringen Entfernung besteht ein reger Handel mit Sabah.
Eine bedeutende Bildungseinrichtung ist die Mindanao State University.

## Geschichte
Tawi-Tawi war früher ein Teil des Sultanats von Sulu. Im Pazifikkrieg befand sich hier ein japanischer Flottenstützpunkt.
Am 11. September 1973 wurde die neue Provinz Tawi-Tawi durch präsidentielles Dekret Nr. 302 offiziell gegründet und von der Provinz Sulu abgetrennt. Tawi-Tawi gehörte politisch zur Autonomous Region in Muslim Mindanao. Seit 2019 ist sie Teil der daraus neu gebildeten Region Bangsamoro. Die sehr muslimisch geprägte Provinz liegt im Einflussbereich der islamistischen Extremistengruppe Abu Sayyaf.
Der Name Tawi-Tawi ist eine Projektion des malaiischen Wortes jaui, was „entfernt“ oder „weit“ bedeutet. Prähistorische Reisende vom asiatischen Festland hätten das Wort wiederholt (wie in den malaiischen Sprachen zur Mehrzahl oder Verstärkung üblich), um anzudeuten, dass man sich „weit, weit weg“ vom asiatischen Festland befinde.